# Fathia Amaimia
Fathia Amaimia, née le 5 septembre 1989 à Gafsa, est une athlète handisport tunisienne, active principalement dans les épreuves de lancer dans la catégorie F41.
Elle remporte une médaille de bronze au lancer du disque et termine sixième au lancer du poids lors des Jeux paralympiques d'été de 2016 à Rio de Janeiro.
À l'occasion des championnats du monde d'athlétisme handisport 2013 à Lyon, elle remporte une médaille d'argent au lancer du disque,. Lors des championnats 2015 à Doha, elle remporte une nouvelle médaille d'argent au lancer du disque et termine quatrième à l'épreuve du lancer du poids,.